# Municipio de Monett
El municipio de Monett (en inglés: Monett Township) es un municipio ubicado en el condado de Barry en el estado estadounidense de Misuri. En el año 2010 tenía una población de 6457 habitantes y una densidad poblacional de 154,8 personas por km².

## Geografía
El municipio de Monett se encuentra ubicado en las coordenadas 36°53′54″N 93°56′18″O / 36.89833, -93.93833. Según la Oficina del Censo de los Estados Unidos, el municipio tiene una superficie total de 41.71 km², de la cual 41.63 km² corresponden a tierra firme y (0.19%) 0.08 km² es agua.

## Demografía
Según el censo de 2010, había 6457 personas residiendo en el municipio de Monett. La densidad de población era de 154,8 hab./km². De los 6457 habitantes, el municipio de Monett estaba compuesto por el 85.55% blancos, el 0.76% eran afroamericanos, el 0.81% eran amerindios, el 1.22% eran asiáticos, el 0.03% eran isleños del Pacífico, el 9.65% eran de otras razas y el 1.98% pertenecían a dos o más razas. Del total de la población el 20.1% eran hispanos o latinos de cualquier raza.